# N17 (Luxemburg)
De N17 (Luxemburgs: Nationalstrooss 17) is een nationale weg in Luxemburgse met een lengte van ongeveer 12 kilometer. De route verbindt Diekirch met Vianden. In Diekirch is de route voor een klein stukje eenrichtingsverkeer. Verkeer in de andere richting kan gebruik maken van de N7 en de N17a. De route volgt tussen Diekirch en Bleesbréck de rivier de Sûre.

## Plaatsen langs de N17
- Diekirch
- Bleesbréck
- Tandel
- Fouhren
- Vianden

## N17a
De N17a is een ongeveer 300 meter lange route in de plaats Diekirch. Het begint bij de N14 en vormt de zuid naar noord-verbinding in de plaats en sluit aan op de N17. Doorgaand verkeer voor de N7 naar het noorden, maakt naast de N17a ook gebruik van de N14 en de N17. Verkeer richting het zuiden kan hier over de N7 rijden.

## N17b
De N17b is een ongeveer 2,5 kilometer lange verbindingsweg tussen de N17 in Fouhren en de N10 in Bettel.
N1 ·
N2 ·
N3 ·
N4 ·
N5 ·
N6 ·
N7 ·
N8 ·
N10 ·
N11 ·
N12 ·
N13 ·
N14 ·
N15 ·
N16 ·
N17 ·
N18 ·
N19 ·
N20 ·
N21 ·
N22 ·
N23 ·
N24 ·
N25 ·
N26 ·
N27 ·
N28 ·
N31 ·
N32 ·
N33 ·
N34 ·
N35 ·
N37 ·
N38
N50 ·
N51 ·
N52 ·
N53 ·
N55 ·
N56 ·
N57